# Gradski toranj u Rijeci
Gradski toranj sa satom u Rijeci, znamenita je riječka građevina, smještena na sredini Korza.

## Povijest
Iz ulice Ignazija Henckea ravno se stiže pred Gradski toranj. Nad ulazom u svaki utvrđeni grad bio je satni toranj. Rijeka je do pred kraj 18. stoljeća bila opasana bedemima, unutar kojih se odvijao cjelokupni javni, kulturni i privredni gradski život. U Rijeku se ulazilo ispod "Vrata od mora" i "Gornjih vrata", do kojih se dolazilo preko drvenog mosta iznad rova napunjenog vodom. U 17. stoljeću toranj je povišen, a na njega je postavljen sat, te se udomaćio naziv Satni toranj, Torre d` orologio. Građani Rijeke zakazivali su sastanke "sotto la torre" ili "pod uriloj". Toranj je također bio ukrašen natpisima, grbovima i bistama habsburških vladara. Tako je nad ulaznim vratima habsburški dvoglavi orao i natpis iz 1695. godine. Na arhitravu su natpisi, od kojih jedan evocira uspomenu na Leopolda I. On je Rijeci 6. lipnja 1659. godine odobrio grb dvoglavog orla, s obje glave, heraldički neobično okrenute na istu stranu, kako stoji na posudi iz koje teče voda. Ispod grba je deviza INDEFICIENTER (znači nepresušivo). Taj je grb također na tornju. Drugi natpis evocira uspomenu na dolazak Karla VI. u Rijeku, 1728. godine.
Kada je 1750. Rijeku zadesio katastrofalni potres, Marija Terezija dodijelila je gradu sredstva za obnovu, ali je ujedno odobrila generalni urbanistički plan izgradnje novoga grada (civitas nova), s tim da Stari grad ostane nepromijenjen. Pred gradom je na nasutom terenu izgrađena moderna gradska četvrt. U okviru te obnove gradski je toranj dobio monumentalni portal na čije je krunište riječki kipar Antonio Michelazzi postavio reljefna poprsja careva. Gradsko vijeće kupilo je 1784. kod "najboljeg ljubljanskog urara" satove za sve četiri strane. Satovi su funkcionirali sve do 1873. godine, kada su zamijenjeni satnim mehanizmom koji je pokazivao vrijeme u Beču na međunarodnoj izložbi. Taj je sat i danas u funkciji. Po projektu arhitekta Antuna Gnamba, toranj je oko 1801. obnovljen, dodan mu je tambur i kupola.
Gradski toranj jedan od simbola grada Rijeke. Godine 1890. arhitekt Filibert Bazarig podario mu je novo ruho historicizma i pokrio ga sadašnjom kupolom. Gradski toranj je kao značajan spomenik kulture obnovljen i konzerviran 1983. godine.
Skulptura riječkoga dvoglavog orla nekad se nalazila i na vrhu kupole tornja. Nakon Prvoga svjetskog rata talijanski su mu vojnici odrubili jednu glavu, kako bi manje nalikovao austrijskom, a više rimskom orlu. Jugoslavenske komunističke vlasti potpuno su ga uklonile nakon Drugoga svjetskog rata. Replika skulpture Riječkog dvoglavog orla ponovno je 19. travnja 2017. godine postavljena na vrh kupole Gradskog tornja. Autor skulpture je akademski kipar Hrvoje Uremović, koji ju je oblikovao prema smjernicama Konzervatorskog odjela u Rijeci i postojeće arhivske dokumentacije. Skulptura je u najvećoj mogućoj mjeri replika povijesne skulpture iz 1906. godine. Izrađena je u Ljevaonici umjetnina ALU d.o.o. u Zagrebu. Skulptura je izrađena u aluminiju i teška je oko 270 kilograma. Visina skulpture je 255 centimetara, a raspon krila joj je 300 centimetara. Skulptura se nalazi na visini od oko 30 metara.